# Arrondissement de Jérémie
L’Arrondissement de Jérémie est un arrondissement d'Haïti, subdivision du département de Grand'Anse. Il a été créé autour de la ville de Jérémie qui est aujourd'hui son chef-lieu. Il est peuplé par 216 638 habitants (estimation 2009).
L’arrondissement compte six communes :
- Jérémie
- Abricots
- Trou-Bonbon
- Moron
- Chambellan
- Marfranc